# MetroLyrics
MetroLyrics era un sitio web dedicado a las letras de canciones, fundado en 2002. La base de datos de MetroLyrics contiene más de 1 millón de canciones realizadas por más de 16.000 artistas.
MetroLyrics fue la primera web de canciones que añadió el catálogo de licencias de Gracenote Inc. en abril de 2008. A través de este modelo de concesión de licencias de canciones, los titulares de los derechos de autor de las canciones acumulan ingresos por regalías cuando su trabajo se muestra en MetroLyrics.com. Las regalías se pagan por todas las letras que se muestran y se manejan a través de Gracenote. En enero de 2013, LyricFind adquirió el negocio de licencias de letras de Gracenote, y la fusionó con su propia cuenta. El modelo de licencia MetroLyrics es distinto, ya que muchos otros sitios web de letras todavía ofrecen contenido que están presuntamente sin licencia y violan los derechos de autor.
MetroLyrics fue adquirida por CBS Interactive en octubre de 2011.
En septiembre de 2020 CBS Interactive vendió CNET Networks (que incluía este portal y varios sitios web más) a Red Ventures. La transacción se completó el 30 de octubre de 2020.